# Соколиный глаз (Кейт Бишоп)
Кэтрин «Кейт» Элизабет Бишоп / Соколиный глаз (англ. Katherine "Kate" Elizabeth Bishop / Hawkeye) — героиня, появляющаяся в американских комиксах издательства Marvel Comics. Персонаж создан Алланом Хейнбергом и Джимом Чаном и впервые появляется в комиксе «Юные Мстители» № 1 в апреле 2005 года. Кейт стала третьим Соколиным глазом после Клинта Бартона из команды Мстителей и Уайатта Макдональда из Верховного эскадрона; Бишоп стала первой женской версией персонажа. Внешний вид её костюма создан по образцу костюмов первого Соколиного глаза и Пересмешницы.
Хейли Стейнфилд исполнила роль Кейт Бишоп в сериале киновселенной Marvel «Соколиный глаз» (2021) на стриминг-сервисе Disney+.

## История публикаций
Кейт Бишоп создана писателем Алланом Хейнбергом и художником Джимом Чаном; она впервые появилась в «Юных Мстителях» № 1 (апрель 2005 года). В выпуске № 12 она принимает звание Соколиного глаза, после смерти Клинта Бартона в «Мстителях» № 502.
Кейт Бишоп вместе с Бартоном была в центре истории серии комиксов «Соколиный глаз» (2012) Мэтта Фрэкшна и Дэвида Аджа.
Кейт как Соколиный глаз появилась в 2013 году в линейке комиксов «Юные Мстители» Кирона Гиллена и Джейми Маккелви.
Кейт Бишоп вновь появилась вместе с Клинтом Бартоном в серии «Совершенно новый Соколиный глаз» Джеффа Лемира и Рамона Переса (2015), переработанной Леонардо Ромеро.
Кейт получила собственную линейку комиксов «Соколиный глаз» осенью 2016 года от подразделения «Marvel NOW!». Серия была закрыта в начале 2018 года после 16-го и последнего выпуска. Автор серии, Келли Томпсон, позже перезапустила линейку «Мстителей Западного побережья», где Кейт стала лидером команды.
Предстоящая мини-серия комиксов из пяти выпусков под названием «Соколиный глаз: Кейт Бишоп» Марике Найкамп и Энид Балам выйдет в ноябре 2021 года, чтобы связать её с представлением героини в одноимённом сериале на Disney+.

## Вымышленная биография

### «Юные Мстители»
Кейт — дочь Элеоноры и Дерека Бишоп, который является книжным магнатом. Кейт с детства тратила вместе с матерью деньги на благотворительность. После убийства матери Кейт ещё больше погрузилась в подобную работу. Зацикленность отца на бизнесе вынудили Кейт с раннего возраста распоряжаться собственной жизнью. Специальный выпуск «Юных Мстителей» раскрыл, что незадолго до вступления в команду Юных Мстителей, Кейт Бишоп подверглась жестокому нападению в Центральном парке. Поначалу это психологически травмировало Кейт, но в дальнейшем побудило её заняться интенсивной боевой подготовкой. Команда не знает об этом инциденте, так как Кейт рассказала о нём только своему терапевту и Джессике Джонс. Точный характер атаки не уточняется. Для того, чтобы подготовить себя к подобным нападениям Кейт начала заниматься в частной Академии Хоторн стрельбой из лука, фехтованием, боем на мечах, самозащитой, а также другими видами боя.
Кейт встретила Юных Мстителей во время свадьбы её сестры в Соборе Святого Патрика, когда бандиты захватили всех находящихся в церкви в заложники. Последующее расследование привело её к разрушенной штаб-квартире Мстителей, где Кейт использовала код доступа Железного человека, чтобы освободить Кэсси и других Юных Мстителей после того, как Мстители заперли своих более молодых коллег для их же безопасности. Кейт забрала боевые шесты Пересмешницы, лук Соколиного глаза, меч Мечника и пояс Чёрной вдовы. Когда девушка впервые появилась в маске Пересмешницы, Патриот в шутку назвал её Соколом-Пересмешницей. Позже Кейт помогает Юным Мстителям в битве против Канга Завоевателя. Впоследствии она стала членом команды.
Капитан Америка и Железный человек отказались тренировать команду без согласия их родителей. Кейт посчитала, что худшее, что могут сделать Капитан Америка и Железный человек, — это сообщить их родителям. Поэтому она удержала Юных Мстителей от распада и использовала деньги своего отца для превращения заброшенного склада одной из его компаний в логово команды. Кейт также заказала для команды новую униформу.
После ранения Патриота во время битвы между империями Крии и Скруллов, Капитан Америка снова предложил Юным Мстителям начать нормальную жизнь. Кейт заявила, что если бы он тренировал их, ранения Патриота можно было бы избежать. Джессика Джонс отдаёт Кейт лук и стрелы Соколиного глаза. Джессика сказала Кейт, что она стала единственным человеком, способным также разговаривать с Капитаном Америкой, как Клинт Бартон. В итоге Кейт взяла звание и стала третьим «Соколиным глазом».

### «Гражданская война»
Кейт стала одним из 142 зарегистрированных супергероев. Тем не менее, она и Патриот ненадолго появляются в доме Доктора Стрэнджа, убежище Новых Мстителей, что ставит под сомнение их преданность правительству. После победы сил Железного Человека в Гражданской войне и незадолго до похорон Капитана Америки, Кейт Бишоп и Патриот столкнулись с Клинтом Бартоном, первым Соколиным Глазом, одетым в тот момент в костюм Капитана. Не зная о его настоящей личности, Кейт раскритиковала его за узурпацию имени и костюма Капитана Америки, и за то, что он является марионеткой правительства США. Она объяснила, что взяла звание Соколиного глаза в честь Клинта, но стала копировать его костюм, поскольку посчитала это позором. Кейт заявила: «Если Соколиный глаз был бы жив, я бы назвала себя как-нибудь иначе». Ошеломлённый таким откровением, Бартон отпустил двух Молодых Мстителей, вернул щит и костюм Тони Старку, осудив того за действия во время Гражданской войны.

### «Юные Мстители представляют»
Кейт помогает Патриоту выследить Баки Барнса, Зимнего солдата, помогая ему в уничтожении ячейки киборгов «А.И.М.».
Кейт идёт на неловкое свидание с Илаем (Патриотом), в конечном счёте отказывая ему. Затем на неё нападает Ронин, который проверяет её способности. Он приглашает её в убежище Тайных Мстителей и раскрывает, что он Клинт Бартон. Герои спорят из-за возможности расщепления стрелы. Побеждённая и униженная Кейт отдаёт свой лук и отказывается от звания Соколиного глаза. Позже Скорость уговаривает её вернуться и забрать лук. Тем временем, Клинт пытается заступиться за Юных Мстителей перед другими Тайными Мстителями, предлагая стать для них наставниками. Он замечает присутствие Кейт и позже разрешает ей использовать его звание, признавая, что решимость поможет ей стать лидером команды. Клинт предлагает девушке поддержку Тайных Мстителей и отдаёт ей свою фотографию вместе с Капитаном Америкой, Алой Ведьмой и Ртутью во время становления Мстителей.

### «Секретное вторжение»
Кейт участвует в битве против скруллов с другими Юными Мстителями, но терпит поражение. Позже она и другие члены команды присоединяются к финальной битве. Когда она теряет сознание, Клинт Бартон забирает её лук и стрелы для продолжения боя.

### «Осада»
Кейт присоединяется к Юным Мстителям, Новым Мстителям и Тайным Воинам, чтобы остановить осаду Асгарда Норманом Озборном. К сожалению, когда Часовой выравнивает Асгард, Кейт и Патриот оказываются в ловушке под обломками. Патриот страстно целует Кейт, но после мгновения испуга она отталкивает его. Вскоре после этого их спасают друзья и они присоединяются к Юным Мстителям.

### «Мстители: Детский Крестовый поход»
После событий «Осады» Кейт посещает празднование в Башне Мстителей. Клинт Бартон призывает её оставить звание «Соколиного глаза», несмотря на то, что он сам вновь вернул себе этот позывной. Он считает, что мир достаточно большой для двух героев.
В комиксе «Мстители: Детский Крестовый поход. Юные Мстители» появляется альтернативная временная линия, в которой Железный Парень продолжает изменять временные потоки для победы над своей альтернативной версией, Кангом Завоевателем.

## Силы и способности
Кейт обладает высокими навыками стрельбы из лука, фехтования (в том числе и на мечах), джиу-джитсу, бокса и других видов боя. Она носит два боевых посоха, похожих на те, которыми когда-то пользовалась Пересмешница, меч, похожий на меч Мечника, а также лук и стрелы Клинта Бартона. Чёрная пантера также снабдил девушку хитрыми стрелами.

## Альтернативные версии

### Ultimate Marvel
Версия Кейт Бишоп из Ultimate Marvel является 15-летней одноклассницей Майлза Моралеса. У персонажа изначально не было имени, но позже её личность подтвердил писатель Брайан Майкл Бендис. После годичного эллипса 16-летняя Кейт встречается с Майлзом. В этой реальности Кейт и её семья являются членами «Гидры», и девушка верит, что они могут сделать мир лучше. Майлз в конце концов рассказывает Кейт, что он Человек-паук, чем выводит её из себя, и девушка неделями с ним не разговаривает. Позже Кейт рассказывает его тайну своей сестре, которая, в свою очередь, рассказывает их отцу. Когда Майлз идёт навестить Кейт, её отец накачивает Майлза наркотиками и похищает его, а агенты «Гидры» похищают отца Майлза, Ганке и Джессику. Несмотря на это, Кейт, похоже, всё ещё испытывает чувства к Майлзу и ей неприятно видеть, как её отец и Доктор Дум пытают Майлза. После того, как Майлз вырвался на свободу, победил Доктора Дума и был спасён своими друзьями, он расстаётся с Кейт. Кинжал нокаутирует Кейт.

### «Мстители: Детский Крестовый поход»
В комиксе «Мстители: Детский Крестовый поход. Юные Мстители» альтернативная версия Кейт из будущего по-прежнему носит звание Соколиного глаза в команде Мстителей Канга. Она замужем за Томом Шепардом (ныне известным как Ртуть) и беременна близнецами. Её костюм соответствует оригинальному костюму Клинта.

### «Секретные войны»
Версия Кейт из 1602 года появляется во время «Секретных войн». Подобно Робин Гуду, она воровала у богатых вместе со своими друзьями Тедди и Билли, но была поймана шерифом-Карателем и помогла своим друзьям избежать суда Божественного Императора Дума. Во время своего пребывания в «Щ.И.Т.е» она подружилась с Америкой Чавес, присоединилась к Хел-рейнджерам и в конце концов сбежала вместе с Чавес.

### «Что, если…?»
В комиксе «Что, если… Дом М?» через месяц после низвержения всех героев Земли, Юные Мстители убиты Красным Черепом. Космический куб уничтожает Кейт.

### «Старик Логан»
В комиксе «Старик Соколиный глаз», приквеле к «Старику Логану», молодая Кейт — мэр района-убежища в глубине пустошей. Она помогает Клинту в его стремлении отомстить Громовержцам. После этого он просит её помочь в доставке сыворотки суперсолдата, но она отказывается помочь в его бесконечном крестовом походе мести и уезжает, чтобы присмотреть за своим районом, предсказав, что Клинт погибнет на задании.

## Коллекционные издания
Сольные похождения Соколиного глаза были собраны в нескольких изданиях в мягкой обложке:
| Название                                                 | Выпуски                                                              | Страницы | Дата выхода   |
| -------------------------------------------------------- | -------------------------------------------------------------------- | -------- | ------------- |
| «Соколиный глаз: Кейт Бишоп, Том 1: Опорные точки»       | «Соколиный глаз» Том 5 № 1-6                                         | 136      | 13 июня 2017  |
| «Соколиный глаз: Кейт Бишоп, Том 2: Маски»               | «Соколиный глаз» Том 5 № 7-12                                        | 136      | 2 января 2018 |
| «Соколиный глаз: Кейт Бишоп, Том 3: Воссоединение семьи» | «Соколиный глаз» Том 5 № 13-16, «Поколения: Два Соколиных глаза» № 1 | 112      | 22 мая 2018   |

## Вне комиксов

### Кинематографическая вселенная Marvel
- Кейт Бишоп дебютировала в кинематографической вселенной Marvel в сериале «Соколиный глаз» (2021) на стриминг-сервисе Disney+. Роль исполнила Хейли Стайнфелд[37], Клара Стэк сыграла Кейт в детстве. К концу сериала Кейт получит звание Соколиного глаза от Клинта Бартона[38].
- Кейт Бишоп в исполнении Стайнфелд на короткое время появляется в финале фильма «Капитан Марвел 2».

### Телевидение
- Кейт Бишоп / Соколиный глаз появляется с бессловесным камео в третьем сезоне мультсериала «Мстители, общий сбор!» в эпизоде «В будущее». Эта версия Кейт появляется из вероятного будущего, где она противостоит Кангу Завоевателю вместе с Чёрной вдовой[англ.], Громобоем[англ.], Тони Хо[англ.] и Хоакином Торресом[39].
- Альтернативная версия Кейт Бишоп появляется в качестве одного из главных героев в 6 эпизоде 3 сезона сериала "What If...?". Здесь на Диком Западе 1872 года  она является смертоносным ганфайтером и борцом с преступностью по прозвищу Соколиный Глаз. Стремясь отомстить Капюшону за убийство своих родителей она объединяется с Шан-Чи и вместе с ним пытается привлечь Капюшона к правосудию.

### Видеоигры
- Аманда К. Миллер озвучила Кейт Бишоп / Соколиный глаз в игре Marvel Heroes, где Бишоп появляется в качестве персонажа с улучшенным костюмом для предыдущего игрока[40].
- Кейт Бишоп / Соколиный глаз появляется в качестве открываемого игрового персонажа в игре Marvel Avengers Alliance[англ.][41].
- Кейт Бишоп / Соколиный глаз появляется в качестве открываемого игрового персонажа в игре LEGO Marvel’s Avengers[42].
- Кейт Бишоп / Соколиный глаз появляется в качестве открываемого игрового персонажа в игре Marvel Puzzle Quest[43].
- Кейт Бишоп / Соколиный глаз появляется в качестве открываемого игрового персонажа в игре Marvel: Future Fight[44].
- Кейт Бишоп / Соколиный глаз появляется в качестве игрового персонажа в игре LEGO Marvel Super Heroes 2, в дополнении (DLC) «Чемпионы»[45].
- Кейт Бишоп / Соколиный глаз появляется в качестве игрового персонажа в DLC игры Avengers, её озвучила Эшли Бёрч.